# Hans Dreyling

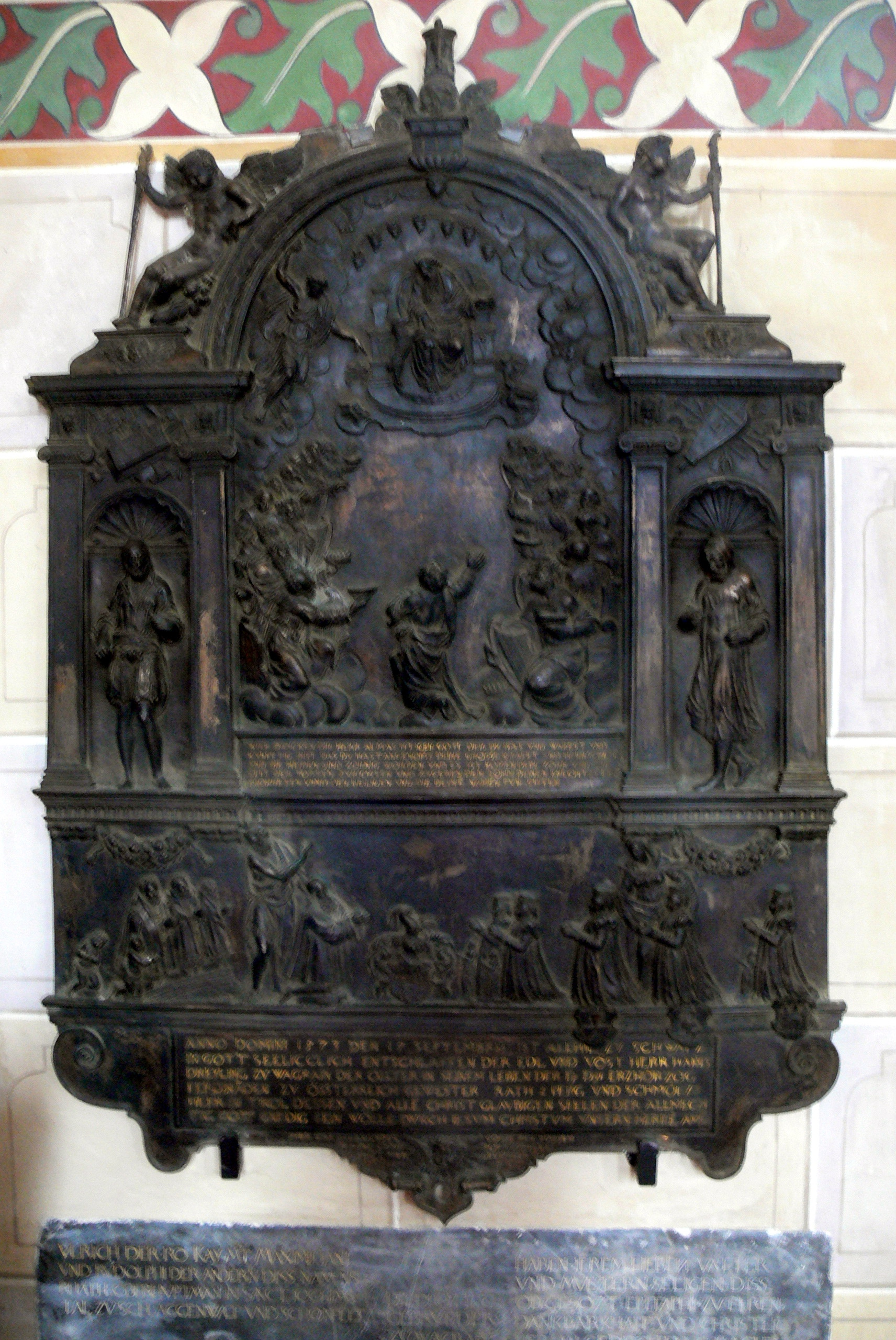
Epitaph für Hans Dreyling (1573) in der Stadtpfarrkirche von Schwaz

Hans Dreyling der Ältere († 1573) war ein Bergbaufachman aus Böhmen mit politischen Kontakten, der etwa 1530 nach Schwaz (Tirol) kam.
Er gebrauchte das Prädikat „von Steieck“.
1551 trat er in Geschäftsbeziehungen mit Matthias Manlich (vgl. Melchior Manlich) und kaufte 1554 die Firma Stöckl. Er wurde Rat des Erzherzogs Ferdinand II. und Berg- und Schmelzherr in Tirol.
1573 (nach anderen Quellen 1518) erwarb er Schloss Wagrain in Ebbs.
1582 nahm die tirolische Adelsmatrikel seine Söhne Ulrich, Hanns und Kaspar Dreyling von Wagrein in ihr Verzeichnis auf. 1580 nannte sich Kaspar auch von Hochaltingen. 
Noch 1590 gehörte ihnen im Dorf Kundl der Edelsitz und Schloss Hochaltingen (Hochholdingen) und die Hofmark Stumm im Zillertal. Wenige Jahre danach scheinen beide Besitzungen an die Plank, und von diesen an die Schiedenhofen von Stumm übergegangen zu sein. (Die Besitzer des kleinen Schlosses erhielten 1685 ein kaiserliches Privileg, Bier zu brauen, und das Schloss wurde zu einer Bierbrauerei umfunktioniert.)
1591 verloren Caspar und Hans durch eine verunglückte Silberspekulation ihr Vermögen und die Firma Dreyling ging im folgenden Jahr in den Bankrott.
Damals erloschen die Dreyling in ihrem tirolischen Zweige gänzlich.

## Epitaph
Sein Epitaph in der Schwazer Pfarrkirche, das ihn mit seinen drei Söhnen und zwei Enkeln zeigt, wurde um 1575 von Hofbildhauer Alexander Colin und Gießer Christof Löffler geschaffen.